# Boigneville
Boigneville – miejscowość i gmina we Francji, w regionie Île-de-France, w departamencie Essonne.
Według danych na rok 1990 gminę zamieszkiwało 451 osób, a gęstość zaludnienia wynosiła 29 osób/km² (wśród 1287 gmin regionu Île-de-France Boigneville plasuje się na 836. miejscu pod względem liczby ludności, natomiast pod względem powierzchni na miejscu 158.).